# Adam Boniecki (heraldyk)
Adam Józef Feliks Fredro-Boniecki herbu Bończa (ur. 20 listopada 1842 w Żydowie, zm. 24 czerwca 1909 w Warszawie) – polski historyk, heraldyk, prawnik.

## Życiorys
Pochodził z rodziny szlacheckiej. Był synem Ferdynanda i Leontyny ze Stadnickich. Wcześnie stracił rodziców. Studiował prawo na uniwersytecie w Petersburgu i w Ecole de Droit w Paryżu. W latach 1865–1872 pracował w sądownictwie w Warszawie. Po osiedleniu się w majątku Świdno (przeszło w ręce Bonieckich po śmierci hrabiego Michała Stadnickiego) pod Warszawą zajął się badaniami heraldycznymi. W 1899 rozpoczął wydawanie wielotomowego dzieła Herbarz polski, przy współpracy z Arturem Reiskim; do 1909 opracował trzynaście tomów. Po śmierci Bonieckiego prace nad Herbarzem kontynuowali Reiski i Włodzimierz Dworzaczek. Wydano 16 tomów od nazwisk rozpoczynających się na A- kończąc na Mad-. Jeden z pierwszych członków Polskiego Towarzystwa Heraldycznego.
Opublikował ponadto m.in.:
- Kronika rodziny Bonieckich (1875)
- Poczet rodów w Wielkim Księstwie Litewskim w XV i XVI w. (1883[3])